# 心灵法医
《心靈法醫》，是2019年中国懸疑推理劇，此劇是根據法醫朱明川小說《聽屍》而改編。由聶遠、宋轶、蘆芳生等人领衔主演，愛奇藝于2019年11月18日播出。

## 主要演员列表
| 演员   | 角色   | 简介                                                                   | 备注                           |
| 聶遠   | 明川   | 鵬海市公安局法醫中心鑑定主任。                                         | 喜歡羅筆芯。                   |
| 宋軼   | 羅筆芯 | 原光明市公安局刑警大隊隊長，為了乾屍案件調至鵬海市公安局調查明川。     | 喜歡明川。                     |
| 蘆芳生 | 丁春秋 | 鵬海市公安局刑警大隊副隊長，與鐘局是夫妻。                             |                                |
| 張庭菲 | 黃小蓉 | 鵬海市公安局法醫中心年輕法醫。除了喜歡解剖以外，個性和正常的女生相同。 |                                |
| 郭耘奇 | 姜小白 | 新人刑警                                                               |                                |
| 張光北 | 朗世明 | 明川的恩師，一直希望明川早日結婚。                                     | 曾經和明川的親生父親是好朋友。 |
|        | 鐘懿   | 鵬海市公安局局長，與丁隊為夫妻                                         |                                |
| 田倚凡 | 胡曼   | 鵬海市公安局調查組                                                     |                                |
| 郭秋成 | 陳懷遠 | 光明市公安局局長，身體不好，希望在閉眼前查出乾屍案兇手                 |                                |
| 王子辰 | 潘樸   | 鵬海市公安局警員                                                       |                                |
| 李丞峰 | 宮城   | 光明市公安局刑警大隊副隊長                                             |                                |

## 其他演員
| 演员                | 角色   | 簡介                                                | 备注                                                               | 出現集數 |
| 杜功海              | 老李   | 開了一家餐廳，常客就是鵬海市的警官們。              |                                                                    |          |
| 呂頌賢 （中國香港） | Jason  | 出生在國外，李蘭的第二任丈夫。                      |                                                                    | 9.10     |
| 曾永醍              | 李蘭   | 李穎的母親，Jason的妻子，凌志文的前妻。             | 害怕凌志文奪走他的生活，送給凌志文含輻射的石頭。                   | 9.10     |
| 荊浩                | 凌志文 | 李穎的父親，李蘭的前夫。喜歡雕刻                    | 因為輻射引發白血病，在頂樓裝修時不慎墜落身亡                       | 8.9      |
| 陶希奕              | 李穎   | 凌志文和李蘭的女兒                                  | 喜歡雕刻                                                           | 8.9      |
| 任東霖              | 張國軍 | 與馮媛結婚5年，不相信馮媛懷孕，爭吵時將馮媛推下樓。 | 後來想用電擊讓馮媛復活，卻加速他的死亡。                           | 1        |
| 張芯寧              | 馮媛   | 張家媳婦，張國軍的妻子                              | 因為懷孕爭吵時被張國軍推下樓梯，後又被電擊身亡                     | 1        |
| 高宏亮              | 李卓   | 心理科醫生，發表過許多催眠的論文。                  | 曾幫明川刪除過幼兒時的記憶                                         | 26.27.28 |
| 王兆煌              | 鄒雲龍 | 519搶劫案嫌疑人                                     | 被盧強殺死。                                                       | 25.26    |
| 張钿悅              | 劉奕   | 趙德龍的私生女。                                    | 被孫鑫用刀刺死。                                                   | 20.21    |
| 吳涵伊              | 孫倩   | 趙德龍的妻子，孫鑫的姐姐。                          |                                                                    | 20.21    |
| 齊冀                | 孫鑫   | 孫倩的弟弟。                                        | 以為趙德龍背叛孫倩，用刀刺死劉奕。追捕過程挾持一名女孩，後乖乖就範 | 20.21    |
| 張暘                | 趙德龍 | 孫倩的丈夫，劉奕的父親                              | 看到劉奕死在他面前傷心不已，心肌梗塞不治                           | 20.21    |

## 電視劇歌曲
| 曲序 | 曲目                         |                           | 作曲             | 编曲             | 製作人           | 演唱   |
| ---- | ---------------------------- | ------------------------- | ---------------- | ---------------- | ---------------- | ------ |
| 1.   | 《隱而未見的證明》（片尾曲） | 小王子（生命樹）、 吳易緯 | 小王子（生命樹） | 小王子（生命樹） | 小王子（生命樹） | 王棟鑫 |
| 2.   | 《想象》（插曲）             | 李星彤                    | 李星彤           | James Yeo        | 淺紫、梁文灝     | 太一   |
| 3.   | 《天羅地網》（插曲）         | 楚玉                      | 李凱             |                  | 李凱音樂工作室   | 王雋   |
| 4.   | 《溫柔不休》（插曲）         | 叮噹                      | 李凱             |                  | 李凱音樂工作室   | 蔡俊濤 |
| 5.   | 《靈魂呼嘯》（插曲）         | 游彌娜                    | 游彌娜           |                  | 李凱音樂工作室   | 游彌娜 |

## 外部連結
- 豆瓣电影上《心灵法医》的資料 （简体中文）
- 心靈法醫愛奇藝國際站
- 心靈法醫YouTube